# الانتون (ویرجینیا)
الانتون، ویرجینیا (به انگلیسی: Alanton, Virginia) یک منطقهٔ مسکونی در ایالات متحده آمریکا است که در ویرجینیا واقع شده‌است.